# Ministère de l'Économie (Ouzbékistan)
Pour les articles homonymes, voir Ministère de l'Économie.
Le ministère de l'Économie est un ministère ouzbek qui supervise le développement socio-économique du pays. Il est dirigé par Botir Xoʻjayev depuis le 28 novembre 2017.

## Liste des ministres
| Nom                 | de               | à                |
| ------------------- | ---------------- | ---------------- |
| Rustam Azimov       | 22 janvier 2003  | 25 juillet 2005  |
| Vyacheslav Golishev | 25 juillet 2005  | 11 avril 2006    |
| Botir Xoʻjayev      | 11 avril 2006    | 9 juillet 2009   |
| Sunatilla Bekenov   | 9 juillet 2009   | 25 octobre 2010  |
| Ravshan G'ulomov    | 25 octobre 2010  | 1er août 2011    |
| Galina Saidova      | 1er août 2011    | 28 novembre 2017 |
| Botir Xoʻjayev      | 28 novembre 2017 | 25 février 2020  |
| Jamshid Qoʻchqorov  | 25 février 2020  |                  |